# Уилям Хотъм
Адмирал Уилям Хотъм, 1-ви барон Хотъм (на английски: William Hotham, 1736 – 1813) е офицер от Кралския военноморски флот. Той е син на сър Боумънт Хотъм (починал 1777), пряк потомък на сър Джон Хотъм. Възпитаник е на Уестминстърското училище и на Кралската военноморска академия в Портсмът.

## Биография
Постъпва във флота през 1751 и прекарва повечето от времето си на флотски курсант в американски води. През 1755 става лейтенант на St George, флагманския кораб на адмирал сър Едуард Хоук, и скоро получава малко командване, което бързо го издига към по-високи постове. С Syren (20 оръдия) води ожесточена битка с френския Telemaque, част от превъзхождащи го сили, а с Fortune превзема с абордаж капер, въоръжен с 26 оръдия.
За тази си служба е награден с по-голям кораб и от 1757 командва различни фрегати. През 1759 корабът му Melampe, заедно с Southampton, провежда бой с две вражески фрегати с подобна сила, една от които става техен военен трофей. Melampe е прикрепен към ескадрата на Кепел през 1761, но основно е натоварена със самостоятелни мисии и осъществява много пленявания на различни кораби. През 1776, вече като комодор, Хотъм служи в северноамерикански води и взима дейно участие в акцията при обкръжената от три страни Сейнт Лусия (15 декември 1778).
В тези води остава до пролетта на 1781, когато е изпратен вкъщи, отговаряйки за голям търговски конвой. Извън Scilly Хотъм попада на силна френска ескадра, срещу която не успява да направи нищо, и голяма част от търговските плавателни съдове попадат във френски ръце като плячка.